# Флорида-Сіті (Флорида)
Флорида-Сіті (англ. Florida City) — місто (англ. city) в США, в окрузі Маямі-Дейд штату Флорида. Населення — 13 085 осіб (2020).

## Географія
Флорида-Сіті розташована за координатами 25°26′39″ пн. ш. 80°27′53″ зх. д. / 25.44417° пн. ш. 80.46472° зх. д. (25.444038, -80.464794).  За даними Бюро перепису населення США в 2010 році місто мало площу 15,60 км², з яких 15,42 км² — суходіл та 0,18 км² — водойми.

### Клімат
Місто знаходиться у зоні, котра характеризується кліматом тропічних саван. Найтепліший місяць — серпень із середньою температурою 28.1 °C (82.5 °F). Найхолодніший місяць — січень, із середньою температурою 18.8 °С (65.9 °F).
| Клімат Флорида-Сіті     | Клімат Флорида-Сіті | Клімат Флорида-Сіті | Клімат Флорида-Сіті | Клімат Флорида-Сіті | Клімат Флорида-Сіті | Клімат Флорида-Сіті | Клімат Флорида-Сіті | Клімат Флорида-Сіті | Клімат Флорида-Сіті | Клімат Флорида-Сіті | Клімат Флорида-Сіті | Клімат Флорида-Сіті | Клімат Флорида-Сіті |
| Показник                | Січ.                | Лют.                | Бер.                | Квіт.               | Трав.               | Черв.               | Лип.                | Серп.               | Вер.                | Жовт.               | Лист.               | Груд.               | Рік                 |
| Абсолютний максимум, °C | 33,3                | 36,1                | 37,8                | 38,9                | 39,4                | 40                  | 38,9                | 39,4                | 38,9                | 38,3                | 37,2                | 35                  | 40                  |
| Середній максимум, °C   | 25,3                | 26,5                | 27,9                | 29,3                | 31,2                | 32,2                | 32,9                | 33,2                | 32,4                | 30,6                | 28,1                | 26                  | 29,7                |
| Середня температура, °C | 18,8                | 19,9                | 21,2                | 22,7                | 25                  | 27                  | 27,8                | 28,1                | 27,7                | 25,7                | 22,6                | 20                  | 23,9                |
| Середній мінімум, °C    | 12,3                | 13,3                | 14,6                | 16,2                | 18,8                | 21,8                | 22,7                | 22,9                | 22,8                | 20,8                | 17,1                | 14                  | 18,1                |
| Абсолютний мінімум, °C  | −4,4                | −1,7                | −0,6                | 2,8                 | 9,4                 | 10                  | 18,9                | 18,9                | 3,3                 | 9,4                 | −0,6                | −2,8                | −4,4                |
| Норма опадів, мм        | 42                  | 47                  | 50                  | 68                  | 150                 | 232                 | 178                 | 207                 | 221                 | 139                 | 58                  | 35                  | 1426                |
| Днів з опадами          | 6                   | 6                   | 6                   | 6                   | 11                  | 16                  | 16                  | 18                  | 17                  | 12                  | 7                   | 6                   | 128                 |
| ----------------------- | ------------------- | ------------------- | ------------------- | ------------------- | ------------------- | ------------------- | ------------------- | ------------------- | ------------------- | ------------------- | ------------------- | ------------------- | ------------------- |
| Джерело: Weatherbase    |                     |                     |                     |                     |                     |                     |                     |                     |                     |                     |                     |                     |                     |

## Демографія
Згідно з переписом 2010 року, у місті мешкало 11 245 осіб у 3324 домогосподарствах у складі 2488 родин. Густота населення становила 721 особа/км².  Було 3792 помешкання (243/км²).
Расовий склад населення:
| - 52,4 % — чорних або афроамериканців - 39,1 % — білих - 0,3 % — азіатів - 0,2 % — корінних американців - 5,3 % — осіб інших рас |

До двох чи більше рас належало 2,6 %. Частка іспаномовних становила 42,4 % від усіх жителів.
За віковим діапазоном населення розподілялося таким чином: 34,8 % — особи молодші 18 років, 58,3 % — особи у віці 18—64 років, 6,9 % — особи у віці 65 років та старші. Медіана віку мешканця становила 26,8 року. На 100 осіб жіночої статі у місті припадало 90,4 чоловіків;  на 100 жінок у віці від 18 років та старших — 87,6 чоловіків також старших 18 років.
Середній дохід на одне домашнє господарство  становив 31 398 доларів США (медіана — 25 840), а середній дохід на одну сім'ю — 32 251 долар (медіана — 25 539). Медіана доходів становила 26 222 долари для чоловіків та 20 714 долари для жінок. За межею бідності перебувало 48,7 % осіб, у тому числі 65,0 % дітей у віці до 18 років та 26,4 % осіб у віці 65 років та старших.
Цивільне працевлаштоване населення становило 3253 особи. Основні галузі зайнятості: мистецтво, розваги та відпочинок — 18,8 %, роздрібна торгівля — 17,8 %, освіта, охорона здоров'я та соціальна допомога — 16,8 %.